# Борисова Ірина Анатоліївна (борчиня)
Ірина Анатоліївна Борисова (нар. 26 серпня 1995) — казахська борчиня вільного стилю, срібна та бронзова призерка чемпіонатів Азії. Майстер спорту Казахстану з вільної боротьби.

## Життєпис
Вихованка дитячого будинку «Кулуншак». Боротьбою почала займатися з 2006 року.
У 2012 році стала бронзовою призеркою чемпіонату Азії серед кадетів. Того ж року такого ж результату досягла на чемпіонаті світу серед кадетів. У 2014 році завоювала бронзову медаль чемпіонату Азії серед юніорів. У 2015 році стала бронзовою призеркою чемпіонату світу серед юніорів
Чемпіонка Казахстану (2014). З 2013 року числиться у Центрі підготовки олімпійського резерву. Тренер — Йосип Момцелідзе.
Мешкає в Караганді. Студентка факультету фізичної культури і спорту Карагандинського державного університету.

## Спортивні результати на міжнародних змаганнях

### Виступи на Чемпіонатах Азії
| Змагання                       | Збірна    | Вагова категорія          | Місце  |
| ------------------------------ | --------- | ------------------------- | ------ |
| Чемпіонат Азії з боротьби 2016 | Казахстан | жіноча боротьба, до 48 кг | Срібло |
| Чемпіонат Азії з боротьби 2017 | Казахстан | жіноча боротьба, до 48 кг | Бронза |

### Виступи на Азійських іграх
| Змагання                        | Збірна    | Вагова категорія          | Місце |
| ------------------------------- | --------- | ------------------------- | ----- |
| Азійські ігри в приміщенні 2017 | Казахстан | жіноча боротьба, до 48 кг | 5     |

### Виступи на інших змаганнях
| Змагання                                 | Збірна    | Вагова категорія          | Місце  |
| ---------------------------------------- | --------- | ------------------------- | ------ |
| Flatz Open 2013                          | Казахстан | жіноча боротьба, до 48 кг | 8      |
| Гран-прі Німеччини з боротьби 2013       | Казахстан | жіноча боротьба, до 48 кг | 24     |
| Гран-прі Німеччини з боротьби 2016       | Казахстан | жіноча боротьба, до 48 кг | 5      |
| Золотий Гран-прі з боротьби 2016         | Казахстан | жіноча боротьба, до 48 кг | 5      |
| Турнір Яшара Догу 2017                   | Казахстан | жіноча боротьба, до 48 кг | Срібло |
| Турнір Дана Колова — Николи Петрова 2017 | Казахстан | жіноча боротьба, до 48 кг | 7      |
| Турнір міста Сассарі з боротьби 2017     | Казахстан | жіноча боротьба, до 48 кг | Бронза |

### Виступи на змаганнях молодших вікових груп
| Змагання                                      | Збірна    | Вагова категорія          | Місце  |
| --------------------------------------------- | --------- | ------------------------- | ------ |
| Чемпіонат світу з боротьби серед кадетів 2011 | Казахстан | жіноча боротьба, до 43 кг | 10     |
| Чемпіонат Азії з боротьби серед кадетів 2012  | Казахстан | жіноча боротьба, до 43 кг | Бронза |
| Чемпіонат світу з боротьби серед кадетів 2012 | Казахстан | жіноча боротьба, до 43 кг | Бронза |
| Чемпіонат Азії з боротьби серед юніорів 2014  | Казахстан | жіноча боротьба, до 48 кг | Бронза |
| Чемпіонат світу з боротьби серед юніорів 2014 | Казахстан | жіноча боротьба, до 48 кг | 14     |
| Чемпіонат Азії з боротьби серед юніорів 2015  | Казахстан | жіноча боротьба, до 48 кг | 5      |
| Чемпіонат світу з боротьби серед юніорів 2015 | Казахстан | жіноча боротьба, до 48 кг | Срібло |
| Чемпіонат світу з боротьби серед молоді 2017  | Казахстан | жіноча боротьба, до 48 кг | 13     |